# CSIO Schweiz

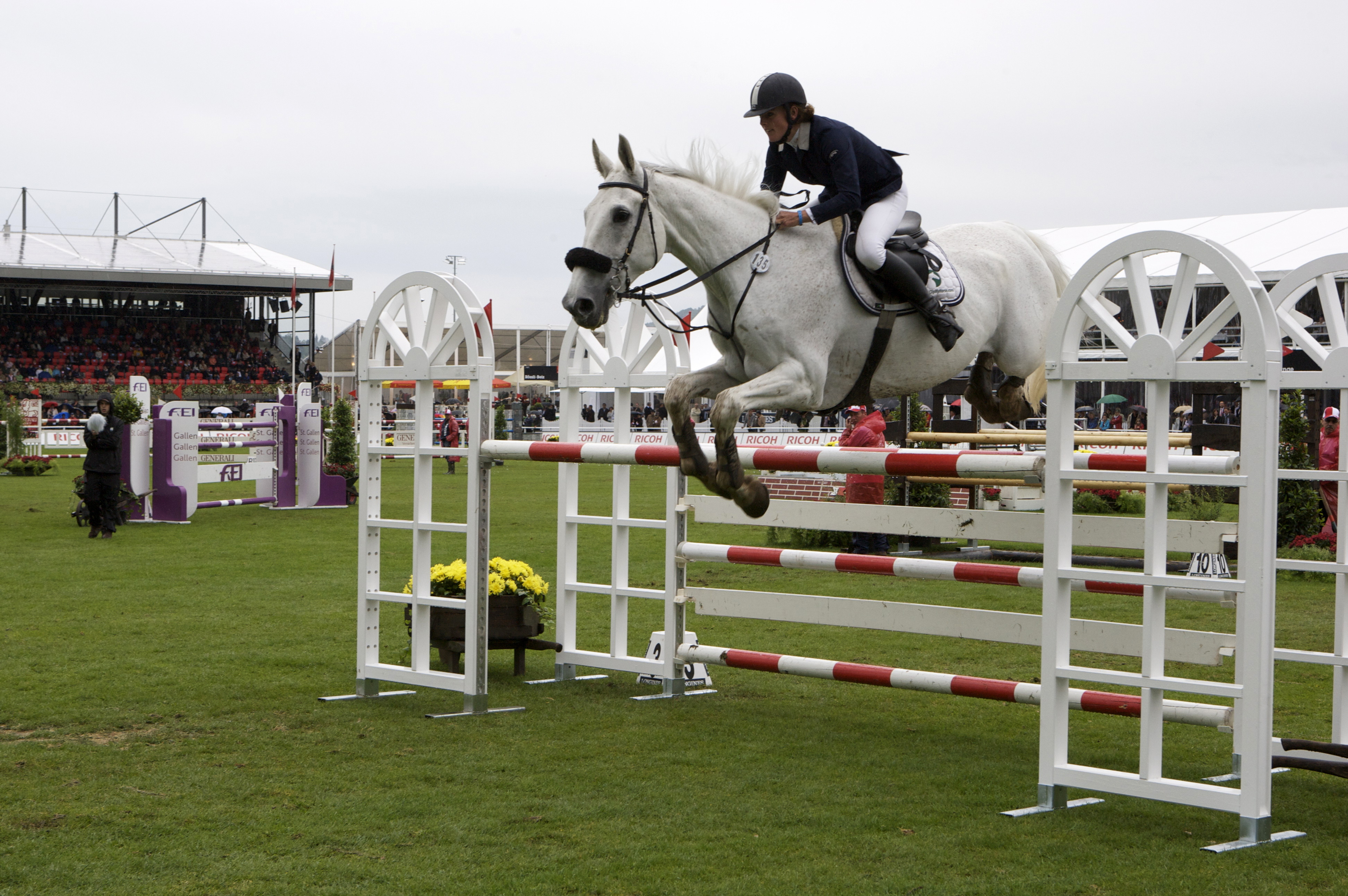
Hauptstadion das CSIO Schweiz, St. Gallen, im Vordergrund: Simone Wettstein mit Cool Man

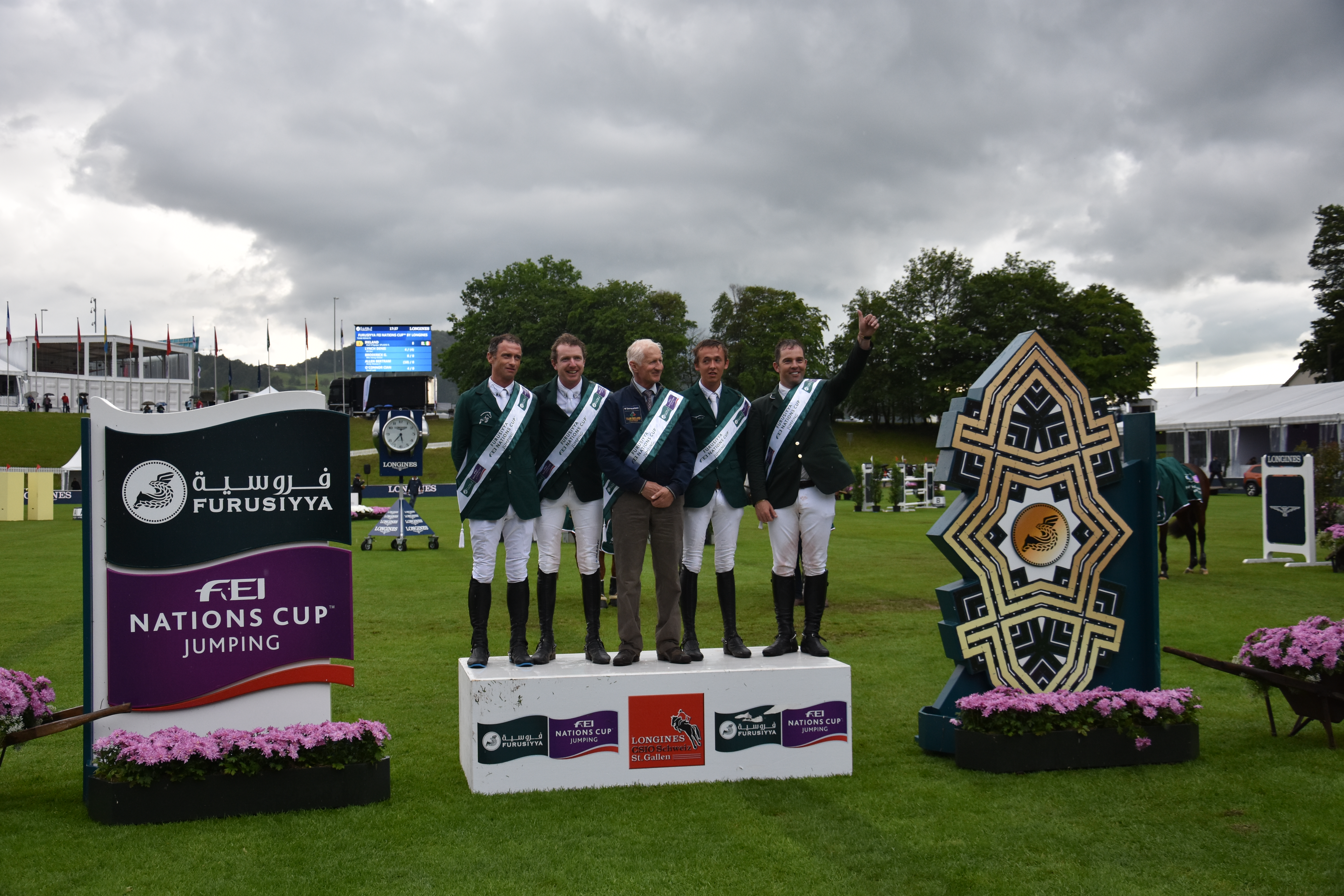
Eine der Hauptprüfungen am CSIO Schweiz ist der Nationenpreis. 2016 gewann die Equippe von Irland

Der CSIO Schweiz (Concours de Saut International Officiel) ist die bedeutendste Reitsportveranstaltung der Schweiz. Sie findet jährlich in St. Gallen statt.

## Geschichte
Die ersten Internationalen Pferdesporttage, die Vorläufer des heutigen CSIO, fanden bereits im 19. Jahrhundert statt. In St. Gallen fand 1884 zum ersten Mal ein solches Turnier statt.
Bis in die 1970er-Jahre fand der CSIO Schweiz abwechselnd in Genf und Luzern und bis 2006 abwechselnd in Luzern und St. Gallen statt. Seit 2007 finden die mit insgesamt 735'000 Franken dotierten Springkonkurrenzen jährlich auf dem Gründenmoos im Westen der Stadt St. Gallen statt. 2008 besuchten 46'000 Zuschauer den CSIO.

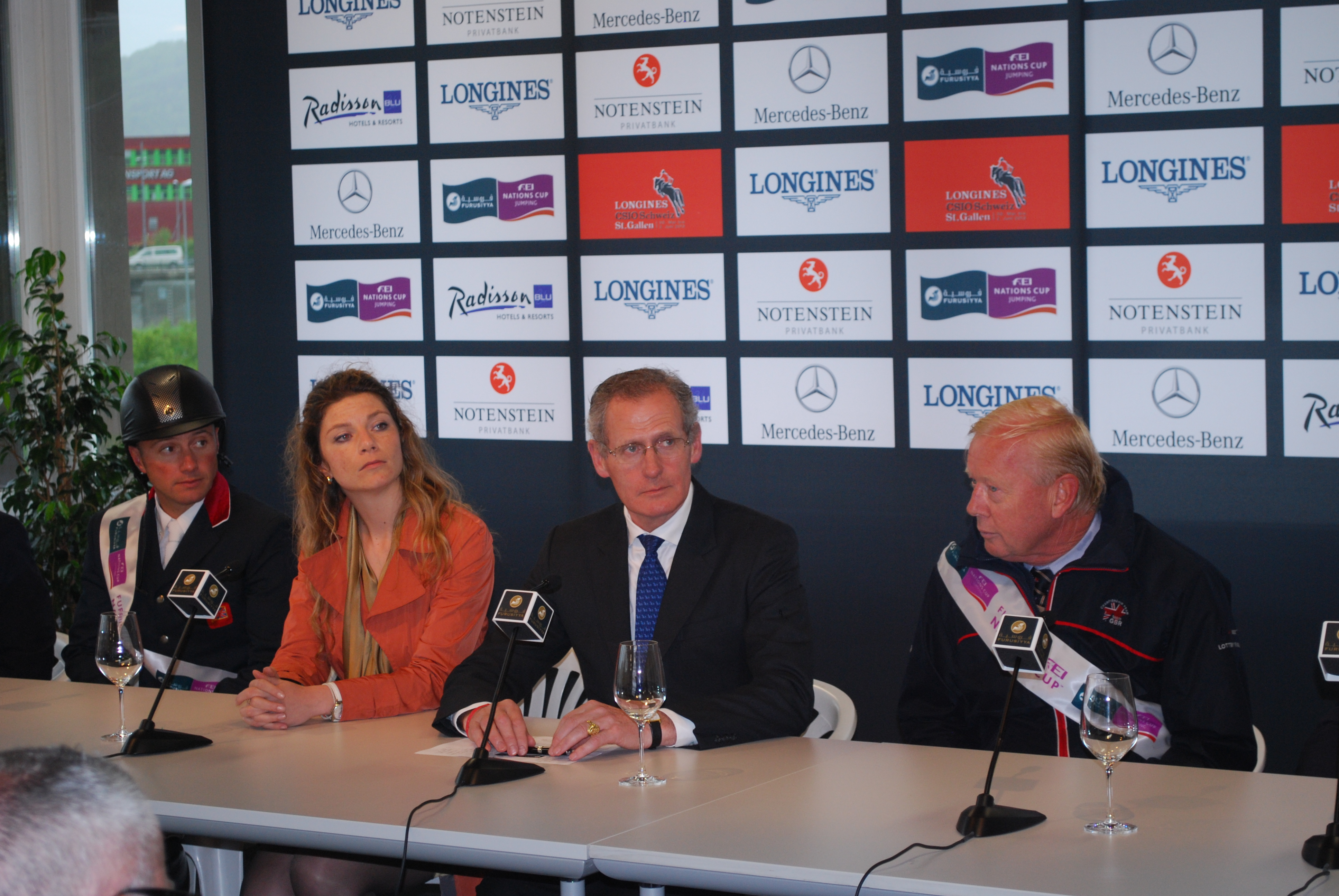
Nayla Stössel (2vl), hier bei einer Pressekonferenz 2013

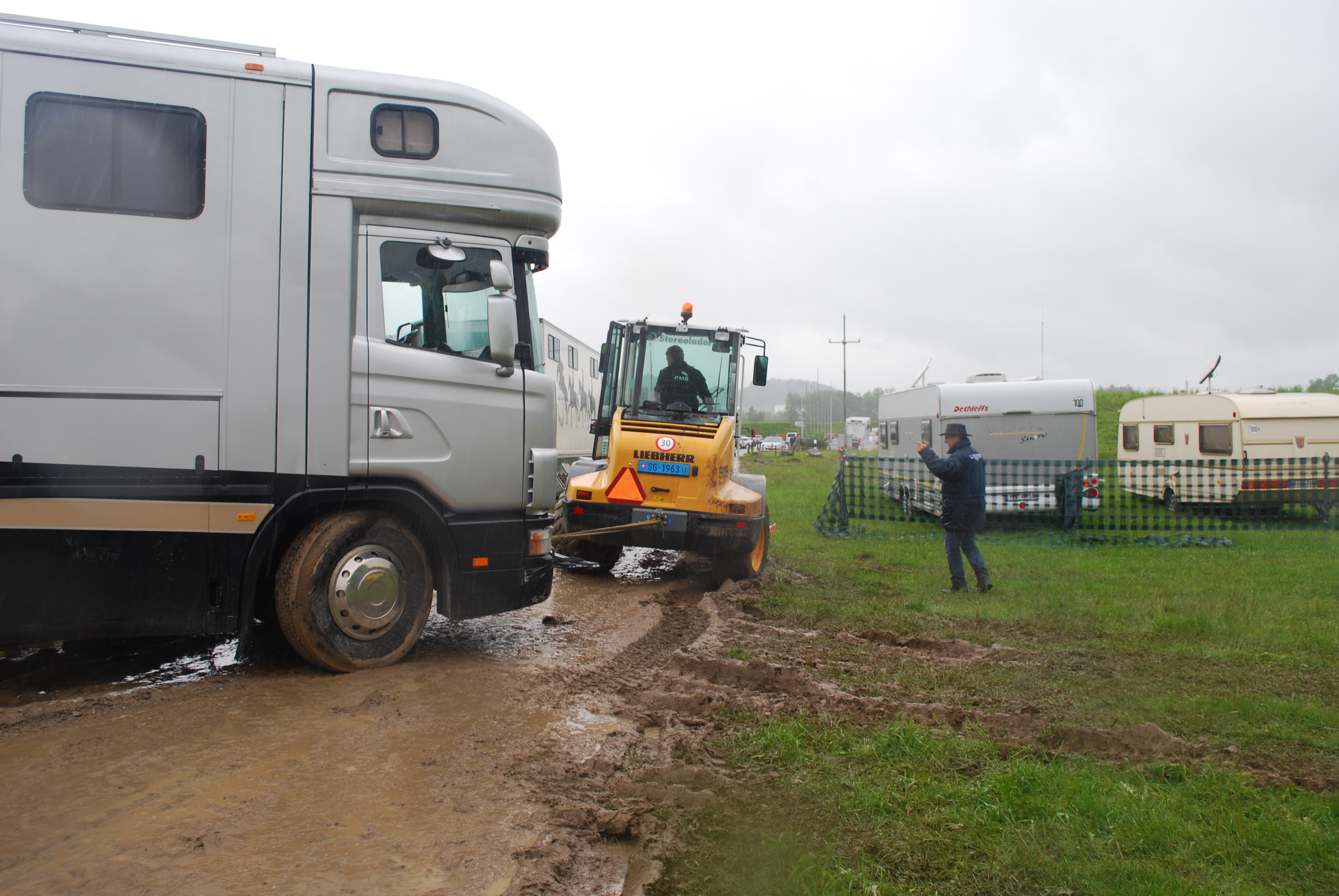
2013: Durch den intensiven Dauerregen war die Wiese im St. Galler Breitfeld so weich, dass die Lastwagen der Teilnehmer nur mit Hilfe von Traktoren wieder auf die Strasse gezogen werden konnten.

Von 1987 bis 2012 war Peter Stössel (1944–2013) OK-Präsident des CSIO Schweiz St. Gallen. Unter seiner Leitung wurde das Budget massiv erhöht und die Arbeit der Organisatoren professionalisiert. Ab 2013 übernahm seine Tochter Nayla das Präsidium. Sie hatte jedoch das Pech, dass bei der ersten Austragung unter ihrer Führung die Veranstaltung nach nur drei Prüfungen abgebrochen werden musste, da intensiver Dauerregen das Gelände in einen Acker verwandelt hatte. Dadurch konnte die Sicherheit der Pferde nicht mehr garantiert werden.

## Prüfungen
Am CSIO finden 2015 10 internationale Prüfungen und eine nationale Prüfung statt. Die bekanntesten und ältesten Prüfungen sind der Nationenpreis, der seit 1927 am CSIO Schweiz ausgetragen wird, und der Grosse Preis der Schweiz, der seit 1909 ausgetragen wird. Fest ins Programm gehört daneben ein grosses Jagdspringen nach Wertung C. Das Preisgeld der weiteren Prüfungen wird von verschiedenen meist lokalen Unternehmungen gesponsert.
Um die Besucher ins Stadion zu locken, werden auch immer wieder Showevents ins Programm eingebaut. So wurde im Jahr 2015 für die Kinder das Musical Pippi im Taka-Tuka-Land auf einer Seitenbühne aufgeführt oder eine Prüfung in „Paddock Golf“ ausprobiert. Teams aus je einem Springreiter und einem prominenten Golfspieler – mit einem Tennisball – traten gegeneinander an.

## Wirtschaftlichkeit
Eine Studie aus dem Jahr 2002 beurteilte die volkswirtschaftliche Bedeutung des CSIO St. Gallen. Die Studie kommt zum Schluss, dass die Veranstaltung mit einer Bruttowertschöpfung von 3,99 Millionen Schweizer Franken ein wesentlicher Wirtschaftsfaktor darstellt. Im Vergleich mit anderen Sportgrossveranstaltungen in der Schweiz liegt die wirtschaftliche Wertschöpfung pro Person im Mittelfeld. Die Ökobilanz der Veranstaltung ist sehr gut, da die durchschnittliche Zahl der zurückgelegten Personenkilometer für die Zuschauer mit 30 km sehr gering ist. Fast nur die Athleten, die an dieser Veranstaltung im Verhältnis zu den angereisten Personen weniger als ein Prozent ausmachen, reisen von weiter an.

## Siegerlisten
- Liste der Sieger des Nationenpreises am CSIO Schweiz
- Liste der Sieger des Grossen Preises der Schweiz
- Liste der Sieger des Grossen Jagdspringens am CSIO Schweiz